# Shane Pinto
Shane Pinto, född 12 november 2000, är en amerikansk professionell ishockeyforward som spelar för Ottawa Senators i National Hockey League (NHL).
Han har tidigare spelat för North Dakota Fighting Hawks i National Collegiate Athletic Association (NCAA) och Lincoln Stars och Tri-City Storm i United States Hockey League (USHL).
Pinto draftades av Ottawa Senators i andra rundan i 2019 års draft som 32:a spelare totalt.

## Statistik
| 2015–2016   | New York Aviators                        | NAPHL       | 25 | 8  | 15 | 23 | 14 | — | — | — | — | — |
| 2016–2017   | Selects Academy at South Kent School U16 | USPHL       | 6  | 3  | 3  | 6  | 4  | 4 | 4 | 3 | 7 | 2 |
| 2017–2018   | Selects Academy at South Kent School U18 | USPHL       | 7  | 5  | 3  | 8  | 4  | 4 | 4 | 3 | 7 | 2 |
|             | Selects Academy at South Kent School U18 |             | 54 | 34 | 31 | 65 | 24 | — | — | — | — | — |
| 2018–2019   | Lincoln Stars                            | USHL        | 30 | 17 | 15 | 32 | 51 | — | — | — | — | — |
|             | Tri-City Storm                           | USHL        | 26 | 11 | 16 | 27 | 12 | 6 | 4 | 5 | 9 | 8 |
| 2019–2020   | North Dakota Fighting Hawks              | NCAA        | 33 | 16 | 12 | 28 | 46 | — | — | — | — | — |
| 2020–2021   | Ottawa Senators                          | NHL         | 12 | 1  | 6  | 7  | 10 | — | — | — | — | — |
|             | North Dakota Fighting Hawks              | NCAA        | 28 | 15 | 17 | 32 | 4  | — | — | — | — | — |
| 2021–2022   | Ottawa Senators                          | NHL         | 5  | 0  | 1  | 1  | 2  | — | — | — | — | — |
| 2022–2023   | Ottawa Senators                          | NHL         | 82 | 20 | 15 | 35 | 18 | — | — | — | — | — |
| NHL totalt  | NHL totalt                               | NHL totalt  | 99 | 21 | 22 | 43 | 30 | — | — | — | — | — |
| NCAA totalt | NCAA totalt                              | NCAA totalt | 61 | 31 | 29 | 60 | 50 | — | — | — | — | — |
| USHL totalt | USHL totalt                              | USHL totalt | 56 | 28 | 31 | 59 | 63 | 6 | 4 | 5 | 9 | 8 |

### Internationellt
| Källa: Uppdaterad: 2021-04-18 | Källa: Uppdaterad: 2021-04-18 | Källa: Uppdaterad: 2021-04-18 |         | Utv = Utvisningsminuter | Utv = Utvisningsminuter | Utv = Utvisningsminuter | Utv = Utvisningsminuter | Utv = Utvisningsminuter |
| År                            | Lag                           | Mästerskap                    | Matcher | Mål                     | Assists                 | Poäng                   | Utv                     |                         |
| ----------------------------- | ----------------------------- | ----------------------------- | ------- | ----------------------- | ----------------------- | ----------------------- | ----------------------- | ----------------------- |
| 2020                          | USA                           | JVM                           | 5       | 4                       | 3                       | 7                       | 2                       |                         |
| Junior totalt                 | Junior totalt                 | Junior totalt                 | 5       | 4                       | 3                       | 7                       | 2                       |                         |